# ارتسیمویچ (دهانه)
ارتسیمویچ یک دهانه برخوردی در ماه است.